# Lappentaucher
Die Lappentaucher (Podicipediformes, Podicipedidae) sind eine Ordnung und Familie der Vögel. In älterer Literatur findet man sie auch unter der Bezeichnung Steißfüße. 22–23 Arten sind bekannt, von denen drei ausgestorben sind. Die in Europa bekannteste Art ist der Haubentaucher.
Lappentaucher weisen gewisse oberflächliche Ähnlichkeiten mit Enten auf, weit größere mit Seetauchern, mit denen sie historisch oft als Taucher zusammengefasst wurden. Tatsächlich stehen sie beiden Gruppen nicht nahe. Als ihre nächsten Verwandten wurden in den 2000er Jahren die Flamingos nachgewiesen.

## Merkmale

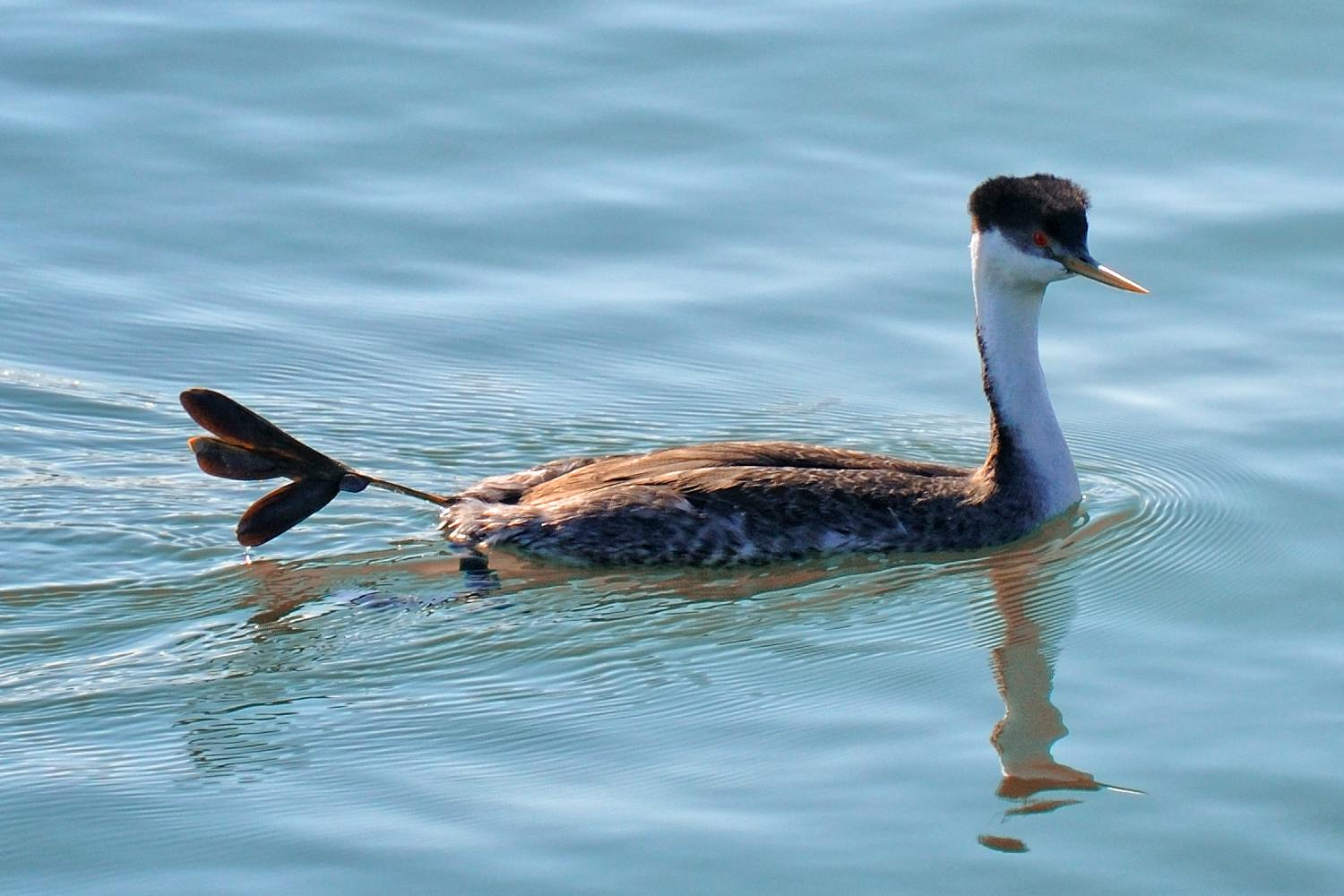
Renntaucher (Aechmophorus occidentalis) – deutlich erkennbar der für die Familie und Ordnung namensgebende Fuß und der weit hinten liegende Beinansatz

Die Lappentaucher sind eine Familie von an Wasser gebundenen, tauchenden Vögeln. Obwohl sie von Laien manchmal für Enten gehalten werden, sind sie diesen nicht besonders ähnlich. Abgesehen von der abweichenden äußeren Gestalt liegen sie auch wesentlich tiefer im Wasser; dies ist durch die geringe Pneumatisierung des Skeletts bedingt, das heißt, die Knochen der Lappentaucher sind nicht in dem Maße hohl und mit Luft gefüllt wie bei vielen anderen Vögeln.
Die kräftigen Beine sind weit hinten am Körper positioniert. Sie besorgen den Antrieb beim Schwimmen und Tauchen und dienen als Ruder. Die Zehen sind nicht wie bei vielen anderen Wasservögeln mit Schwimmhäuten verbunden, sondern tragen breite Schwimmlappen. Wird der Fuß im Wasser vorwärts gezogen, falten sich diese zusammen, so dass kaum Widerstand entsteht. Beim Zurückführen öffnen sie sich und drücken den Körper gegen das Wasser nach vorne. Drei Zehen zeigen nach vorne, eine weitere ist nach hinten gerichtet (Anisodactylie).
Zum Tauchen machen die Vögel einen kräftigen Satz nach vorn, wobei sie manchmal mit dem gesamten Körper aus dem Wasser auftauchen, ehe sie mit dem Kopf und dem Hals voran eintauchen. Durch diesen Sprung tauchen die Vögel in einem steileren Winkel ein und erreichen größere Tiefen. Während des Tauchens bleiben die Flügel angelegt, werden also nicht wie zum Beispiel bei Pinguinen zum Antrieb benutzt. In der Regel dauert ein Tauchvorgang 5 bis 40 Sekunden, wobei die kleineren Arten im Schnitt kürzer unter Wasser bleiben als die größeren. Typischerweise vermag ein Lappentaucher etwa eine Minute unter Wasser zu bleiben, für den Ohrentaucher wurden maximal drei Minuten gemessen. Die Tauchtiefe liegt meist bei 1 bis 4 m; allerdings wurde schon ein Haubentaucher gefunden, der sich in 30 m Tiefe in einem Fischernetz verfangen hatte. Lappentaucher können in horizontaler Richtung weite Strecken unter Wasser zurücklegen.

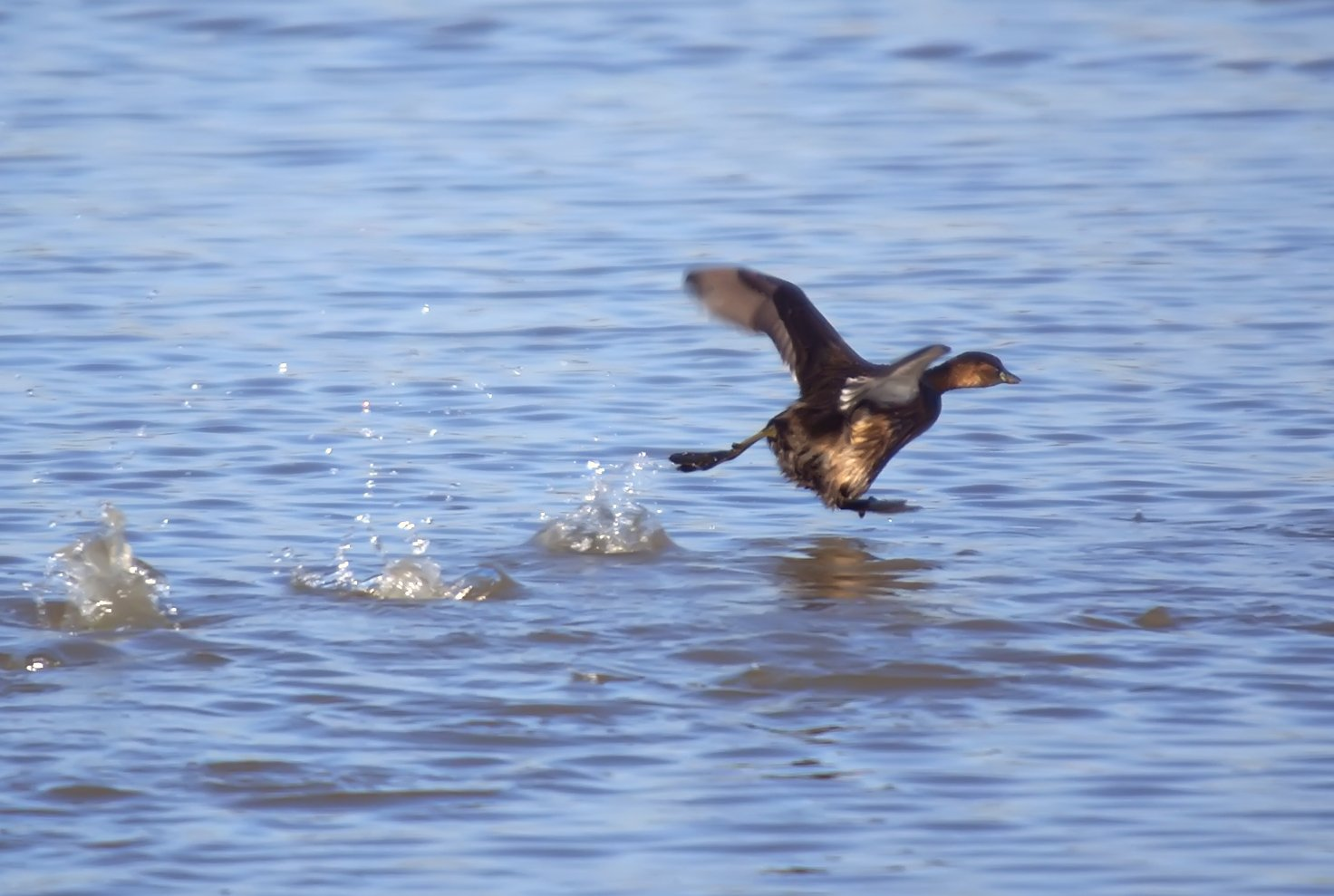
Zwergtaucher (Tachybaptus ruficollis) beim Auffliegen

Während die weit hinten ansetzenden Beine eine hervorragende Anpassung an das Leben im Wasser sind, sind sie für die Fortbewegung an Land weitgehend unbrauchbar. In der Regel verlassen Lappentaucher das Wasser nur zum Rasten oder am Nest. Auch das Auffliegen fällt Lappentauchern relativ schwer: Um den relativ schweren Körper in die Luft zu erheben, läuft ein Lappentaucher eine lange Strecke mit schlagenden Flügeln auf der Wasseroberfläche, ehe er abhebt. Gefahrensituationen entziehen sich Lappentaucher daher eher durch Tauchen als durch Auffliegen.
Einmal in der Luft können Lappentaucher jedoch weite Distanzen fliegend überwinden und manche Arten sind Zugvögel. Drei Arten sind flugunfähig: der Titicacataucher, der Atitlántaucher und der Punataucher. Diese drei Arten sind miteinander nicht nahe verwandt und haben jeweils flugfähige Schwesterarten.
Das weiche, dichte Gefieder ist wasserabweisend. Jeder Lappentaucher hat mehr als 20.000 Federn. Im Verlauf des Jahres kommt es bei den meisten Arten zu auffälligen Veränderungen des Gefieders. Das Brutkleid ist oft durch leuchtende Farben an Hals und Kopf gekennzeichnet, hinzu kommen auffällige Hauben, Schöpfe oder Ohrbüschel. Im Schlichtkleid dominieren hingegen graue und braune Farben. Ein auffälliger Geschlechtsdimorphismus besteht nicht; Männchen haben manchmal etwas leuchtendere Farben und sind im Schnitt ein wenig größer als Weibchen, zur feldornithologischen Unterscheidung der Geschlechter reichen diese Unterschiede allerdings meist nicht.
Körperlänge und Gewicht der Lappentaucher schwanken zwischen 24 Zentimeter und 80 Zentimeter bzw. zwischen 130 Gramm und 1700 Gramm. Es gibt zwei Grundtypen: Langhalsige Taucher mit langen, spitzen Schnäbeln sind vor allem Fischfresser, während die insektenfressenden Arten deutlich kürzere Hälse und Schnäbel haben. Der (ausgestorbene) Atitlantaucher nahm eine Sonderstellung ein, sein Schnabel war für Verzehr von Krebstieren spezialisiert.

## Stimme
Die Lautäußerungen der Lappentaucher variieren nach Art erheblich. Manche Arten haben bis zu zwölf verschiedene Rufe, andere sind weitgehend stumm. Die verschiedenen Pfeif-, Triller- und Kreischtöne werden vor allem bei der Balz, bei Gefahr und bei Aggressionsgebärden eingesetzt.
Besonders kennzeichnend für viele Arten ist der vor der Balz ausgestoßene Ruf, mit dem Artgenossen des anderen Geschlechts aufmerksam gemacht werden sollen. Beim Renntaucher gibt es bei diesem Balzruf sogar individuelle Unterschiede; jeder Vogel hat hier eine eigene Rufmelodie.

## Verbreitung und Lebensraum
Lappentaucher sind auf allen Kontinenten außer in der Antarktis verbreitet. Sie leben in tropischen, gemäßigten und subpolaren Regionen. Einzig der Ohrentaucher lebt auch nördlich des Nördlichen Polarkreises, der Inka- und der Rollandtaucher kommen auch in der Subantarktis vor. Hocharktische Regionen haben die Lappentaucher im Gegensatz zu den Seetauchern jedoch nicht erschlossen. Ihr weltweites Verbreitungsgebiet schließt auch abgelegene Inseln wie Madagaskar oder Neuseeland ein.
Alle Arten leben zur Brutzeit an Binnengewässern, vor allem an flachen Seen mit sandigem Grund und ohne Strömung. Seltener sind sie auf langsam fließenden Flüssen zu finden. Zwei Arten, der Magellantaucher und der Renntaucher, brüten selten auch an ruhigen Meeresbuchten. Vor allem in Südamerika sind einige Arten auf hochalpine Seen der Anden spezialisiert; sie brüten in Höhen bis zu 4000 m. Als einzige Art ist der Haubentaucher mancherorts zu einem Kulturfolger geworden; er hat in Mitteleuropa auch städtische Parks besiedelt.
Nur außerhalb der Brutzeit rasten manche Arten auf dem Meer. Während der Magellantaucher auch einige Kilometer von der Küste auf der offenen See gesehen werden kann, bleiben die übrigen Arten, so sie überhaupt Berührung mit dem Meer haben, in Küstennähe.
Vor allem die Arten tropischer und subtropischer Regionen sind meistens Standvögel, die lediglich zu benachbarten Seen ziehen. Arten der gemäßigten Zonen sind Teilzieher oder echte Zugvögel; außerhalb der Brutzeit trifft man sie oft in großen Scharen an, im Herbst z. B. etwa 20.000 Individuen des Haubentauchers am IJsselmeer oder 750.000 Schwarzhalstaucher am Mono Lake in Kalifornien.

## Lebensweise

### Aktivität

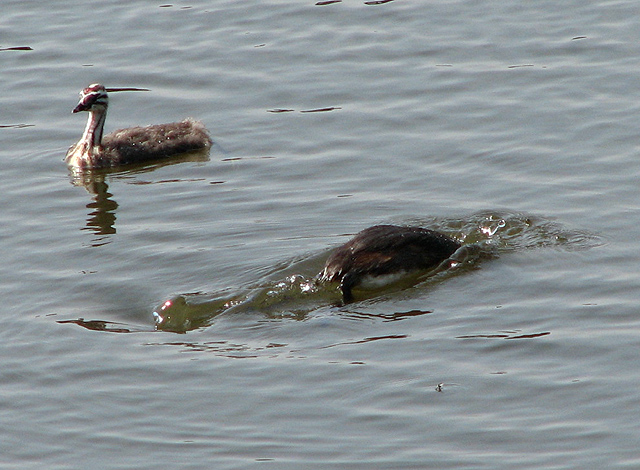
Haubentaucher (Podiceps cristatus) Während das vorne sichtbare, gerade "wasserlugende" Alttier mehrfach nach Beute tauchte, wartete das Jungtier hinten darauf gefüttert zu werden.

Lappentaucher sind hauptsächlich tagaktiv, können aber in hellen Vollmondnächten auch noch aktiv sein. Die meisten Arten sind Einzelgänger, die zur Brutzeit paarweise zusammenleben; manche werden in den Winterquartieren geselliger.
Sieben Arten weichen hiervon ab und nisten in Kolonien: Schwarzhalstaucher, Haarschopftaucher, Goldscheiteltaucher, Inkataucher, Punataucher, Renntaucher und Clark-Taucher.

### Ernährung
Wie bereits im Abschnitt Merkmale beschrieben, gibt es zwei Grundtypen von Lappentauchern, die auf die Fischjagd bzw. auf die Jagd nach Wasserinsekten spezialisiert sind. Zu den ersten gehören Haubentaucher und Renntaucher, zu den letzten gehören Zwergtaucher und der Schwarzhalstaucher. Die Spezialisierung bedeutet allerdings lediglich, dass Fische bzw. Insekten den Hauptteil an der Nahrung der jeweiligen Arten ausmachen. Als Beikost fressen auch die großen Arten Insekten, und auch die insektenjagenden Lappentaucher erbeuten gelegentlich einen kleinen Fisch.
Die größten Arten können Fische mit einer Länge von maximal 20 cm und einer Höhe bis zu 7,5 cm schlucken. Zu den Wasserinsekten, die von den kleineren Lappentauchern verspeist werden, zählen die Larven von Libellen, Eintagsfliegen und Steinfliegen, wasserbewohnende Wanzen und Schwimmkäfer. Daneben zählen zum Beutespektrum auch Wasserschnecken, Krebstiere, Kaulquappen und ausgewachsene Frösche.
Oft werden in Mägen von Lappentauchern auch Spuren von Wasserpflanzen gefunden; meistens werden diese versehentlich gefressen. Auch kleine bis mittlere Steine werden als Gastrolithen zur Zerkleinerung der Nahrung geschluckt. Einmalig ist, dass Lappentaucher auch ihre eigenen Federn schlucken, und zwar kleine Federn von Brust oder Bauch. Sie zersetzen sich im Magen zu einer grünlichen, filzigen Masse, die zusammen mit unverdaulichen Nahrungsresten als Gewölle regelmäßig wieder ausgewürgt wird. Der Nutzen dieses eigenartigen Verhaltens liegt vermutlich darin, dass die Federmasse die Magenwand vor Verletzungen durch spitze Fischgräten schützt.

### Fortpflanzung

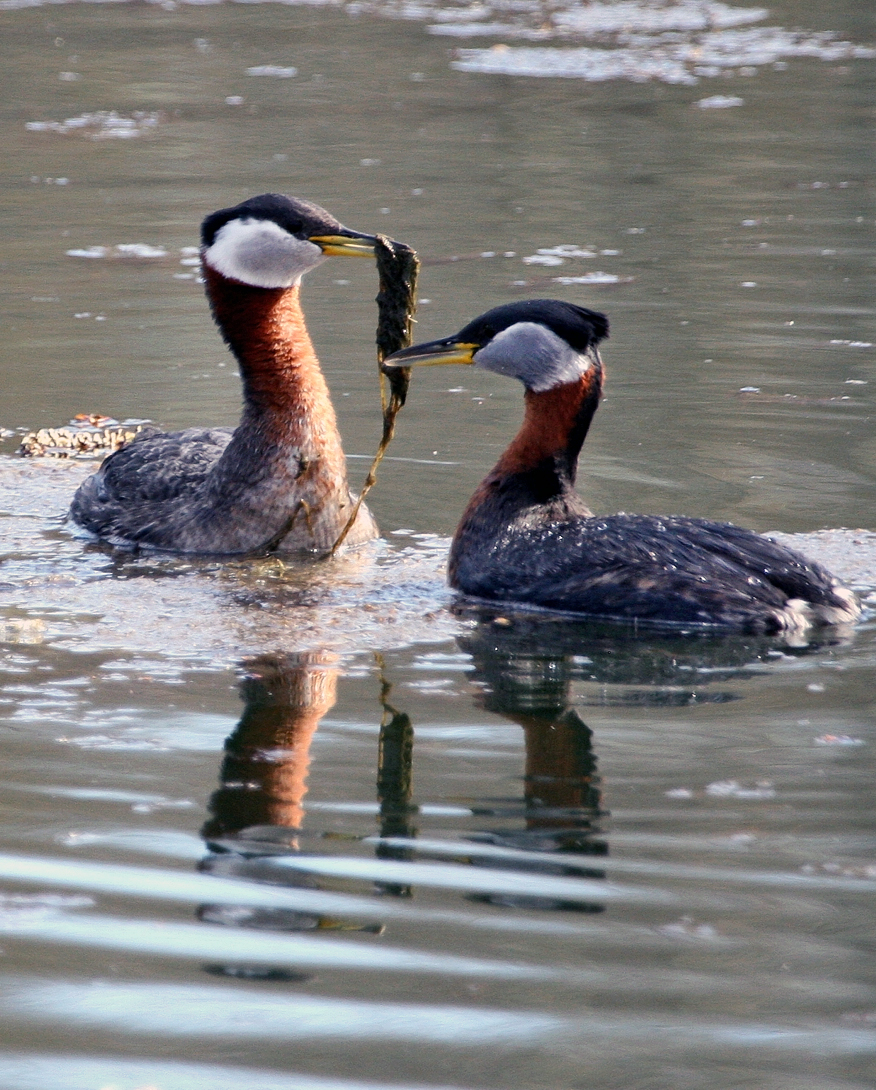
„Material-Präsentieren“, eine der Posen des Paarbildungsverhaltens beim Rothalstaucher (Podiceps grisegena)

#### Balz und Paarung
Alle Lappentaucher bilden zur Brutzeit monogame Paare. Zur Paarbildung findet ein Balzritual statt, das je nach Art mehr oder weniger komplex ist. Vor allem für Phylogenetiker ist die vergleichende Untersuchung der Balzrituale von Interesse. Die kleinen Arten wie Zwergtaucher und der Bindentaucher, aber auch der große, abweichende Magellantaucher, haben ein sehr eingeschränktes Paarungsvorspiel. Hingegen finden sich bei den meisten Arten der Gattung Podiceps sowie beim Renntaucher hochkomplexe Rituale. Hier ist die Balzzeremonie von synchronen, tanzartigen Bewegungen der Partner geprägt, die z. B. beim Haubentaucher mit dem gegenseitigen Darbieten von Wasserpflanzen enden. Die Paare des Renntauchers "rennen" synchron mit leicht S-förmig hochgereckten Hälsen über das Wasser, bevor sie gemeinsam untertauchen.
Die Paarung findet an Land statt. Anschließend beginnt eine Phase, in der die Partner territorial werden und die Umgebung des künftigen Nestes gegen Eindringlinge der eigenen Art, aber auch gegenüber fremde Arten wie Enten, verteidigen. Das Aggressionsverhalten ist bei den sieben koloniebrütenden Arten abgeschwächt. Diese brüten manchmal nicht nur mit Artgenossen, sondern auch vergesellschaftet mit anderen Vogelarten; Beispiele in Europa sind die Lachmöwe und die Weißbart-Seeschwalbe. In solchen gemischten Kolonien warnen die Möwen und Seeschwalben frühzeitig vor nahenden Feinden.

#### Nestbau und Brut

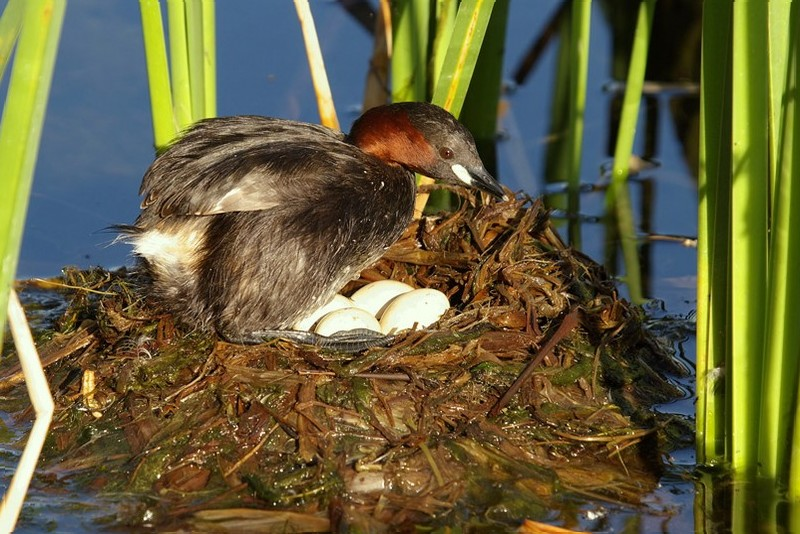
Zwergtaucher auf dem Nest

Das Nest wird von beiden Partnern aus Wasserpflanzen, Zweigen und Blättern errichtet. Es ist ein auf dem Wasser treibendes Schwimmnest, das an angrenzender Vegetation verankert wird, zum Beispiel im Röhricht. Der Durchmesser des Nests liegt zwischen 30 und 50 Zentimeter, in seltenen Fällen bis ein Meter. Die kleineren Arten bauen in der Regel auch kleinere Nester, doch die Nestgröße hängt auch von Faktoren wie dem Wellengang oder dem verwendeten Pflanzenmaterial ab.
Das Weibchen legt zwei bis sieben Eier, die zunächst einfarbig weiß, gelb oder hellblau sind, im Laufe der Brutzeit aber durch das verrottende feuchte Nistmaterial braune Flecken bekommen. Ein Ei eines Lappentauchers hat etwa 3 bis 6 % des Gewichts eines ausgewachsenen Tiers und ist damit relativ klein; die absolute Größe schwankt zwischen 3,4 × 2,3 cm (Schwarzkopf-Zwergtaucher) und 5,8 × 3,9 cm (Renntaucher). Bei kleinen Arten gibt es im Jahr bis zu drei Bruten, bei großen nur eine oder zwei.
Die Brutzeit beträgt 20 bis 30 Tage. Beide Geschlechter brüten. Um keine Aufmerksamkeit auf das Nest zu lenken, nähern sich viele Arten ihrem Nest tauchend. Oft verlassen beide Partner das Nest für mehrere Stunden; die Embryonen sind gegenüber der hierdurch bedingten Auskühlung ausgesprochen widerstandsfähig. Das Gelege wird vor dem Verlassen abgedeckt; möglicherweise leistet das verrottende Pflanzenmaterial der Schwimmnester einen kleinen Beitrag zur Erwärmung der Eier. Außerdem ist die Abdeckung ein Schutz gegen Eierräuber.

#### Nach dem Schlüpfen

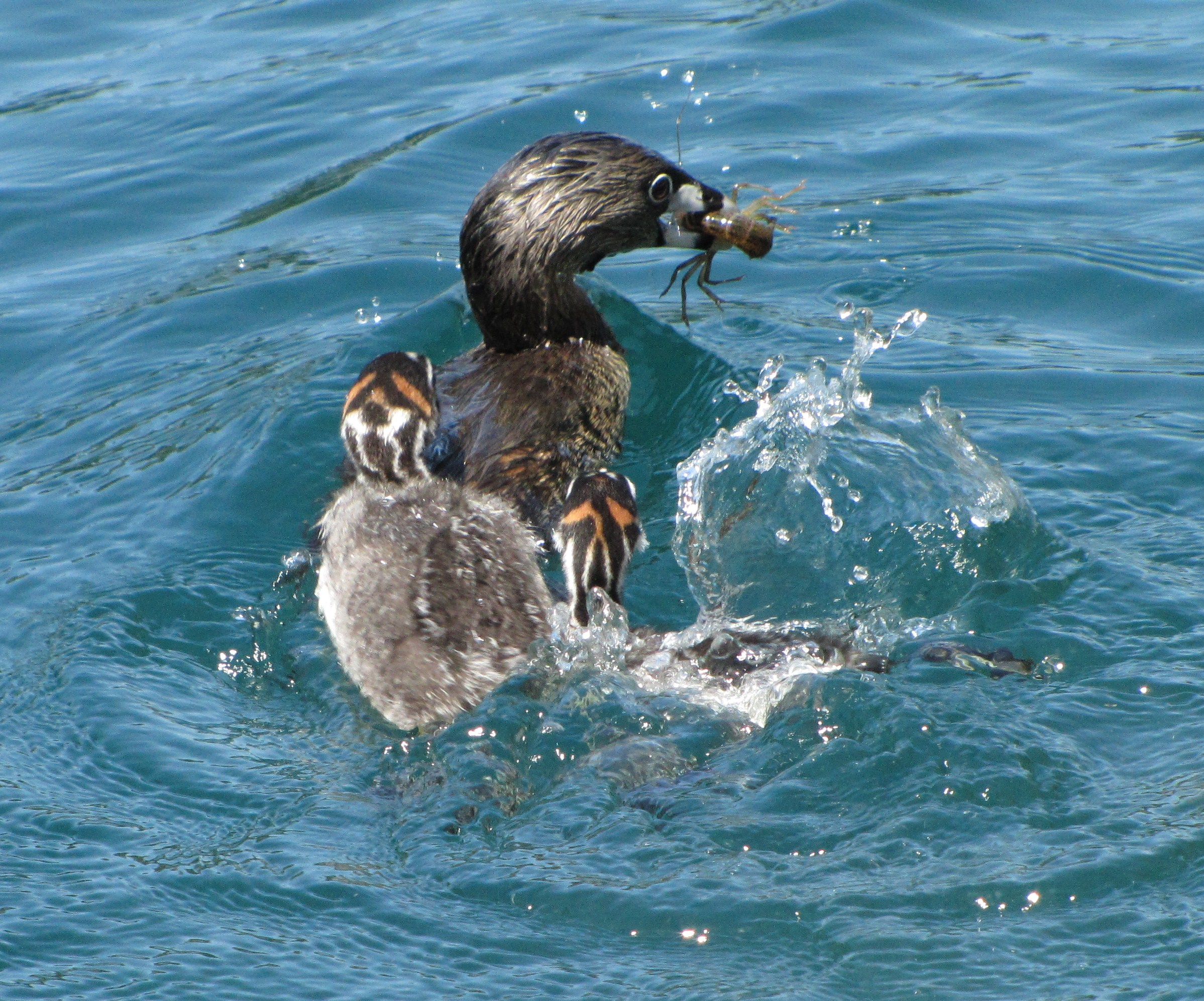
Ein Bindentaucher (Podilymbus podiceps) füttert seine Küken mit einem Roten Amerikanischen Sumpfkrebs (Procambarus clarkii)

Junge Lappentaucher sind durch ein typisches Streifenmuster gekennzeichnet (Ausnahmen: Renntaucher und Clark-Taucher). Diese Längsstreifen ziehen sich zunächst über den ganzen Körper, später nur noch über Hals und Kopf. Die Jungen können von Anfang an eigenständig schwimmen und tauchen. Da sie aber nur unzureichend die Körpertemperatur regulieren können und schnell auskühlen, werden sie meistens auf dem Rücken der Altvögel transportiert. Jeweils ein Partner trägt die Jungen, während der andere nach Nahrung taucht und die Fütterung übernimmt. Frisch geschlüpfte Junge haben auf dem Scheitel eine nackte Hautpartie, die bei Erregung farblich "leuchtet" und den Eltern damit Hunger oder Gefahr signalisiert. Die gelegentlich geäußerte Behauptung, dass Lappentaucher unter ihren Flügeln Taschen hätten, in denen die Jungen bei Tauchgängen Unterschlupf fänden, ist falsch. Ein Altvogel, der Junge transportiert, bleibt für gewöhnlich an der Wasseroberfläche und taucht nicht.
Je nach Art bleiben junge Lappentaucher zwischen 44 und 79 Tagen in der Obhut der Eltern. Zwischen Geschwistern gibt es vom Schlüpfen an Konkurrenzkämpfe um die Nahrung, in die die Eltern nicht eingreifen. Dies hat meistens den Tod der schwächeren Jungen zur Folge. Die Wahrscheinlichkeit, dass ein Jungvogel die ersten zwanzig Tage seines Lebens übersteht, liegt bei 40 bis 60 %.

## Menschen und Lappentaucher

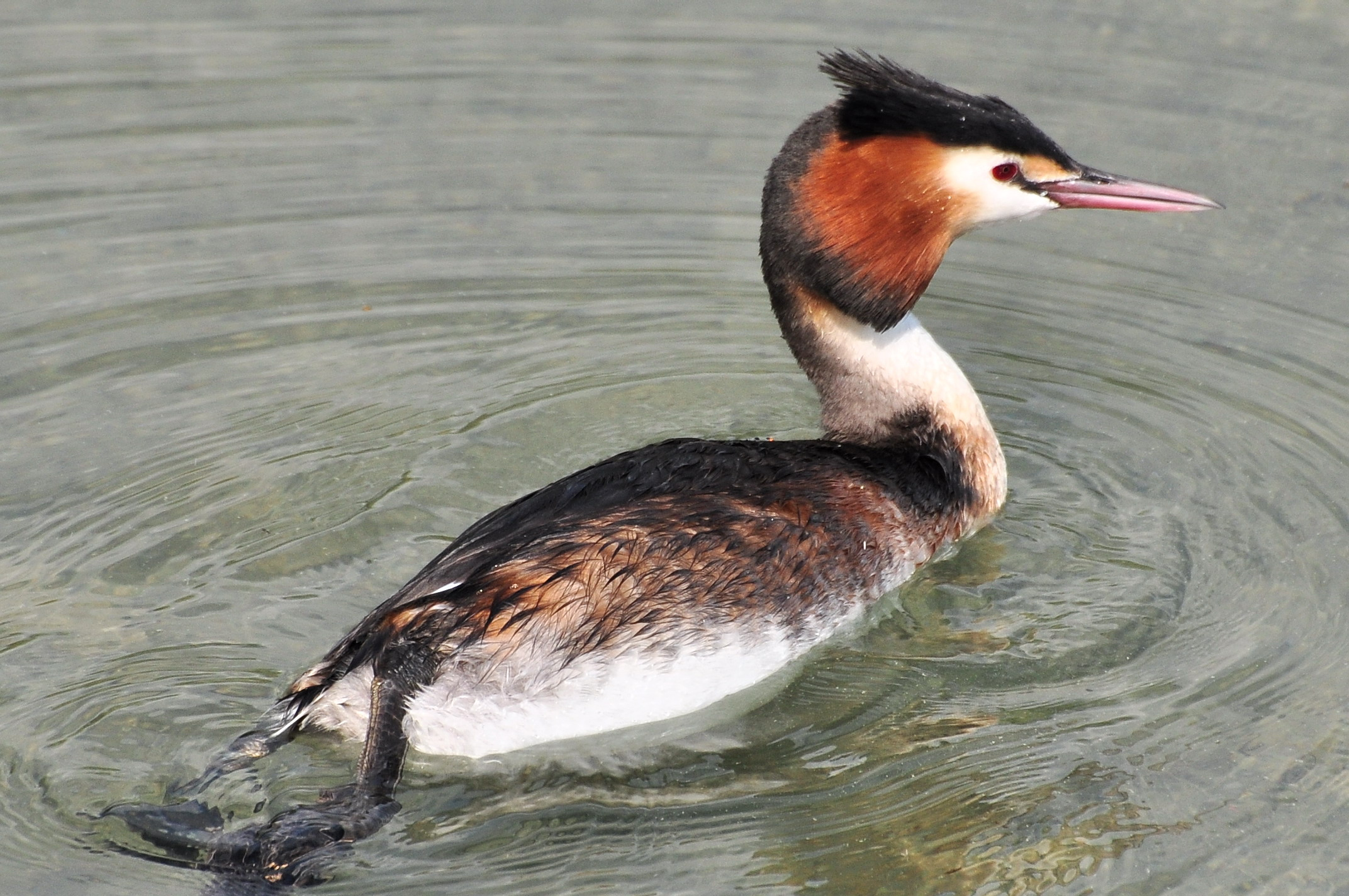
Haubentaucher (Podiceps cristatus) – deutlich erkennbar die weit hinten liegenden Beine

Weil ihre Federn als Futter von Textilien im 19. Jahrhundert sehr begehrt waren, wurden die holarktischen Arten in großem Umfang gejagt. Haubentaucher und Renntaucher wurden in manchen Regionen nahezu ausgerottet – beide Arten haben sich im Verlauf des 20. Jahrhunderts durch Schutzmaßnahmen allerdings erholt und sind mittlerweile wieder recht häufig. Heute setzen den Lappentauchern Verschmutzungen der Gewässer und Störungen durch Bootsverkehr zu. Boote können durch die von ihnen erzeugten Wellen die empfindlichen Schwimmnester gefährden. Viele Lappentaucher verfangen sich in Fischernetzen und ertrinken.
Zwei andere Arten sind heute ausgestorben: der Andentaucher war bis 1977 in den hoch gelegenen Sümpfen bei Bogotá verbreitet und wurde durch Trockenlegung und Verseuchung der Seen mit Pestiziden ausgerottet. Der Atitlantaucher lebte nur auf dem Atitlansee in Guatemala; durch verschiedene Ursachen (Einschleppung von Forellenbarschen im See, Entfernung der Röhrichtgürtel, Erdbeben 1976) wurde er extrem selten und gilt seit 1986 als ausgestorben.
Als stark bedroht wird auf der Roten Liste der IUCN der Delacour-Zwergtaucher Madagaskars geführt; seit 1985 wurde er nicht mehr gesichtet, wegen des unwegsamen und unerschlossenen Verbreitungsgebiets wurde er aber bislang nicht für ausgestorben erklärt. Ebenfalls stark bedroht ist der Punataucher, der auf einem einzigen Andensee vorkommt.
Auch der Titicacataucher, der noch im späten 20. Jahrhundert recht häufig war, erlitt einen drastischen Populationseinbruch und gilt als bedroht.

## Fossilgeschichte

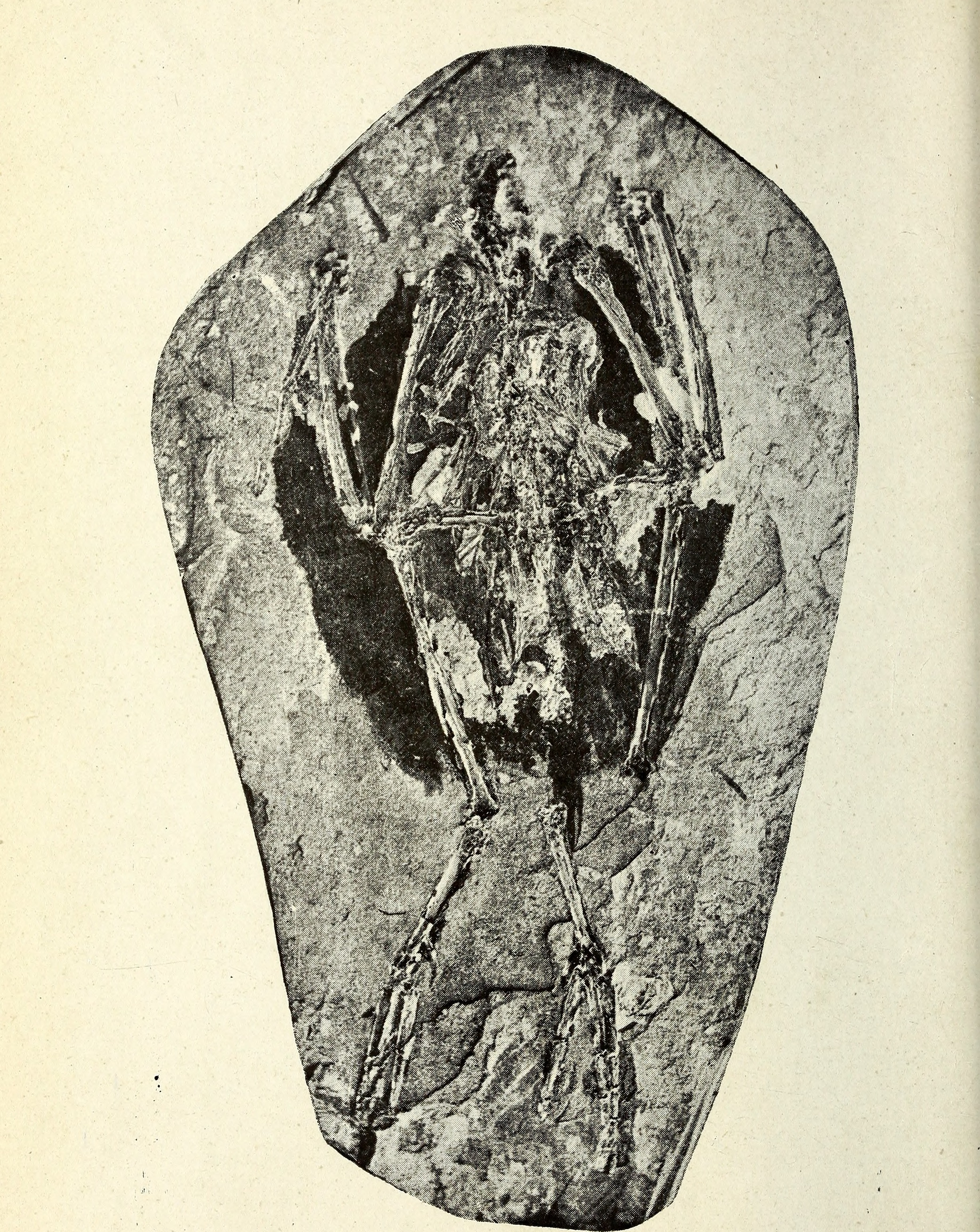
Fossil von Thiornis sociata

Lappentaucher sind eine sehr alte Vogelgruppe. Fossil sind sie seit dem Miozän durch die Gattungen Miobaptus und Thiornis belegt. Im Pliozän gab es neben der fossilen Gattung Pliolymbus auch bereits Vertreter der Haubentaucher-Gattung Podiceps, und aus dem Pleistozän gibt es Funde von Arten zweier weiterer rezenter Gattungen, Podilymbus und Aechmophorus.
Die Hälfte der Arten lebt in Südamerika, so dass hier der evolutionäre Ursprung der Lappentaucher liegen könnte.

## Systematik

### Äußere Systematik
Lappentaucher sind mit keiner anderen Vogelfamilie nahe verwandt. Deshalb werden sie auch als einzige Familie einer Ordnung Podicipediformes geführt.
Traditionell wurden die Lappentaucher dennoch in die Nähe der Seetaucher (Gaviidae) gestellt, mit denen sie in äußerer Erscheinung und Lebensweise einige Gemeinsamkeiten haben. Schon Carl von Linné ordnete 1758 in seinem Systema Naturae beide Gruppen einer Gattung Colymbus zu, die er bei den Anseres einordnete, einer Ordnung, die in seinem System nahezu alle Wasservögel umfasste. Dies übernahmen weitere Zoologen, beispielsweise Johann Karl Wilhelm Illiger, der Colymbus zusammen mit den Alken und den Pinguinen 1811 in die Familie Pygopodidae stellte. Am Ende des 19. Jahrhunderts wurden Lappen- und Seetaucher erstmals auf zwei Familien verteilt, aber immer noch für verwandt gehalten. Leon Gardner war 1925 der erste Zoologe, der die Verwandtschaft von See- und Lappentauchern anzweifelte.
Nach späteren Analysen beruhen alle Ähnlichkeiten zwischen See- und Lappentauchern auf konvergenter Evolution; eine Verwandtschaft der beiden Taucher-Familien miteinander wird nicht mehr angenommen.
Sibley und Monroe ordneten 1990 bei ihrer umfassenden Neugestaltung der Vogelsystematik die Lappentaucher den Ciconiiformes (früher im deutschen als Schreitvögel bezeichnet) zu, ebenso wie Stelzvögel, Regenpfeiferartige, Pinguine, Falken und zahlreiche andere Vogeltaxa. Dieses große Sammeltaxon wurde aber nicht allgemein anerkannt. Auch waren die Belege für eine Verwandtschaft der Lappentaucher mit all diesen Taxa recht dünn.
2003 formulierte Gerald Mayr die neue Hypothese, dass die Lappentaucher in einem Schwestergruppenverhältnis zu den Flamingos stehen. Die Vermutung wurde später durch mehrere phylogenetische Untersuchungen mit Hilfe von DNA-Sequenzierungen bestätigt sowie auch durch Identifizierung mehrerer morphologischer Gemeinsamkeiten. Die von beiden Taxa gebildete Klade erhielt den Namen Mirandornithes.

### Innere Systematik

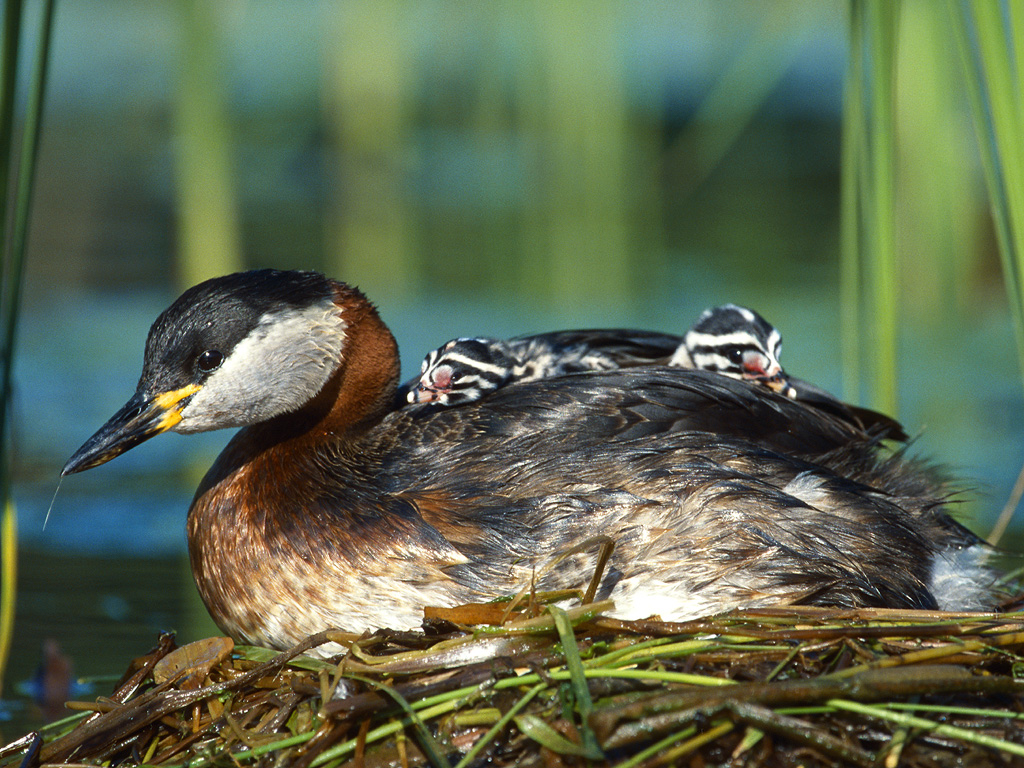
Rothalstaucher, europäische und asiatische Nominatform (Podiceps grisegena grisegena) mit Jungen auf dem Nest

Die Familie umfasst sechs Gattungen und 23 Arten, von denen drei als ausgestorben gelten.
- Tachybaptus
  - Zwergtaucher (T. ruficollis)
  - Dreifarb-Zwergtaucher (T. tricolor), traditionell als Unterart des Zwergtauchers angesehen
  - Australischer Zwergtaucher (T. novaehollandiae)
  - Madagaskar-Zwergtaucher (T. pelzelnii)
  - Schwarzkopf-Zwergtaucher (T. dominicus)
  - † Delacour-Zwergtaucher (T. rufolavatus)
- Podilymbus
  - † Atitlántaucher (P. gigas)
  - Bindentaucher (P. podiceps)
- Poliocephalus
  - Haarschopftaucher (P. poliocephalus)
  - Maoritaucher (P. rufopectus)
- Rollandia
  - Titicaca-Taucher (R. microptera)
  - Rollandtaucher (R. rolland)
- Aechmophorus
  - Renntaucher (A. occidentalis)
  - Clarktaucher (A. clarkii)
- Podiceps
  - Rothalstaucher (P. grisegena)
  - Haubentaucher (P. cristatus)
  - Ohrentaucher (P. auritus)
  - Schwarzhalstaucher (P. nigricollis)
  - † Andentaucher (P. andinus)
  - Punataucher (P. taczanowskii)
  - Goldscheiteltaucher (P. gallardoi)
  - Inkataucher (P. occipitalis)
  - Magellantaucher (P. major)

Die Verwandtschaftsbeziehungen dieser Gattungen sind in folgendem Kladogramm (Fjeldså 2004) dargestellt:
|  | Tachybaptus |
|  |             |
|  | Podilymbus  |
|  |             |

|      | Poliocephalus                                             |
|      |                                                           |
| N.N. | \| \| Aechmophorus \| \| \| \| \| \| Podiceps \| \| \| \| |
|      | \| \| Aechmophorus \| \| \| \| \| \| Podiceps \| \| \| \| |
|      | Aechmophorus                                              |
|      |                                                           |
|      | Podiceps                                                  |
|      |                                                           |

|  | Aechmophorus |
|  |              |
|  | Podiceps     |
|  |              |

|  | Tachybaptus |
|  |             |
|  | Podilymbus  |
|  |             |

|      | Poliocephalus                                             |
|      |                                                           |
| N.N. | \| \| Aechmophorus \| \| \| \| \| \| Podiceps \| \| \| \| |
|      | \| \| Aechmophorus \| \| \| \| \| \| Podiceps \| \| \| \| |
|      | Aechmophorus                                              |
|      |                                                           |
|      | Podiceps                                                  |
|      |                                                           |

|  | Aechmophorus |
|  |              |
|  | Podiceps     |
|  |              |

|  | Tachybaptus |
|  |             |
|  | Podilymbus  |
|  |             |

|      | Poliocephalus                                             |
|      |                                                           |
| N.N. | \| \| Aechmophorus \| \| \| \| \| \| Podiceps \| \| \| \| |
|      | \| \| Aechmophorus \| \| \| \| \| \| Podiceps \| \| \| \| |
|      | Aechmophorus                                              |
|      |                                                           |
|      | Podiceps                                                  |
|      |                                                           |

|  | Aechmophorus |
|  |              |
|  | Podiceps     |
|  |              |

|  | Tachybaptus |
|  |             |
|  | Podilymbus  |
|  |             |

|      | Poliocephalus                                             |
|      |                                                           |
| N.N. | \| \| Aechmophorus \| \| \| \| \| \| Podiceps \| \| \| \| |
|      | \| \| Aechmophorus \| \| \| \| \| \| Podiceps \| \| \| \| |
|      | Aechmophorus                                              |
|      |                                                           |
|      | Podiceps                                                  |
|      |                                                           |

|  | Aechmophorus |
|  |              |
|  | Podiceps     |
|  |              |

Der früher oft verwendete Gattungsname Colymbus ist zwar älter als Podiceps und geht bereits auf Carl von Linné zurück, wurde aber wechselnd für Seetaucher und für Lappentaucher verwendet und 1956 von der ICZN für ungültig erklärt. Auch die Bezeichnung Pygopodidae für die Familie ist ungültig, da sie nach der Prioritätsregel für die Flossenfüße, eine Reptilienfamilie, vorbelegt ist und ein wissenschaftlicher Name nicht auf zwei verschiedene Taxa angewendet werden darf.